# Storage Technology Corporation

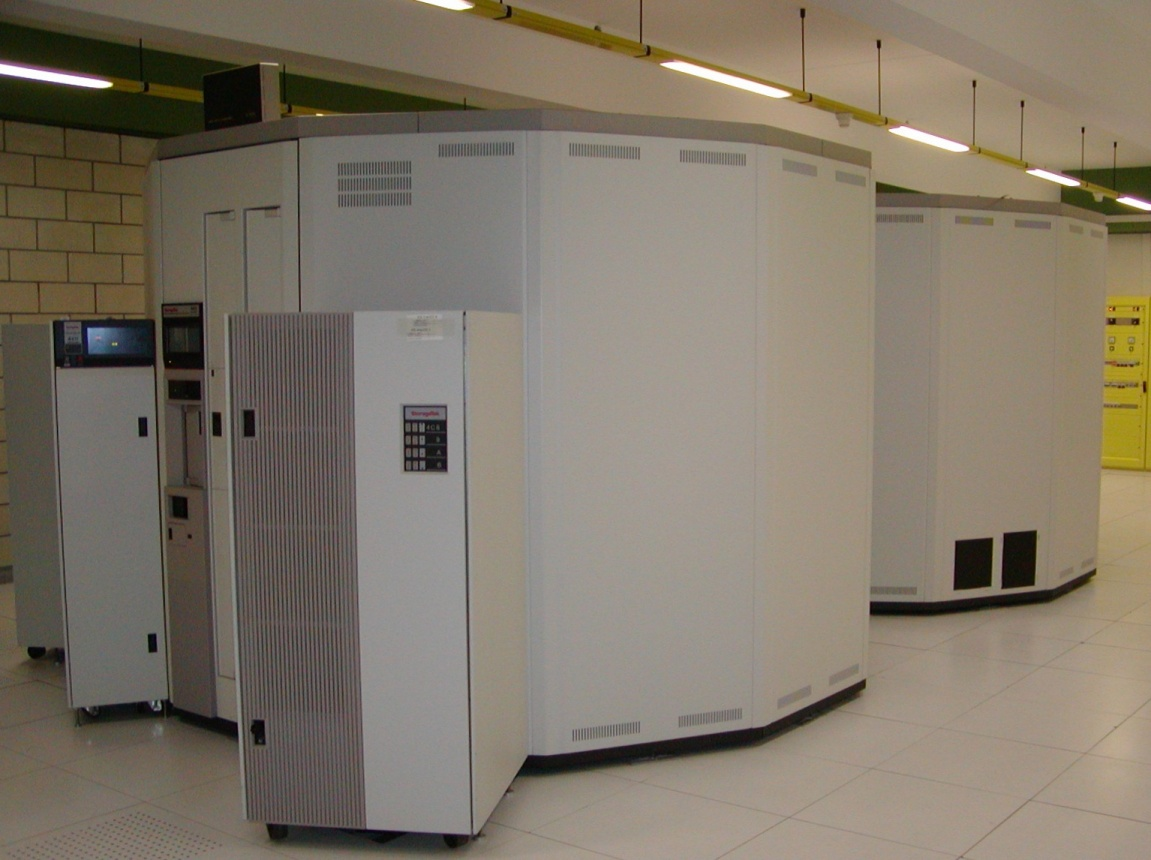
Tape-Library in Silobauform von StorageTek

Storage Technology Corporation (StorageTek) war ein US-amerikanisches, weltweit agierendes IT-Unternehmen, das ein breites Portfolio an Data-Storage-Produkten anbot. StorageTek hatte seinen Hauptsitz in Louisville, Colorado mit Produktionswerken in Ponce, Puerto Rico und Toulouse (Frankreich). Die deutsche Filiale beschäftigte zuletzt etwa 350 Mitarbeiter in etwa zehn Niederlassungen. Seit der Übernahme (Merger) im Jahr 2005 durch Sun Microsystems ist StorageTek mit seinen circa 7.000 Mitarbeitern in diesen globalen Konzern integriert worden. Nach der Übernahme von Sun durch die Oracle Corporation im Jahre 2010 firmiert Oracle StorageTek als Geschäftsbereich für Tape Libraries.

## Geschichte
Das Unternehmen wurde von den ehemaligen IBM-Ingenieuren Jesse Aweida, Juan Rodriguez, Thomas Kavanagh und Zoltan Herger gegründet. 1986 gab sich Storage Technology Corporation das offizielle Namenskürzel StorageTek.
Das Unternehmen befand sich zwölf Jahre in Wettbewerb in den durch IBM beherrschten Märkten von Bandlaufwerken und Druckergeschäft, bis es im Jahre 1987 die automatisierte Tape Library (Magnetband-Roboter) einführte. Es hat das Information Lifecycle Management als Rahmenwerk für kosteneffizientes und ökonomisches Storage im ausgehenden 20. Jahrhundert definiert.
Am 2. Juni 2005 teilte Sun Microsystems mit, die Storage Technology Corporation für 4,1 Milliarden US-Dollar oder 37,00 Dollar je Aktie zu kaufen. Am 31. August 2005 war die Übernahme vertraglich besiegelt. In Deutschland schloss Sun Deutschland die Übernahmen der Unternehmen Storage Technology GmbH und SeeBeyond erst im April 2006 ab.